# Santiago Rivadavia
Santiago Rivadavia, hermano menor de Bernardino Rivadavia, fue un influyente comerciante y político en la ciudad de Buenos Aires durante los primeros años de las Provincias Unidas del Río de la Plata. 

## Biografía

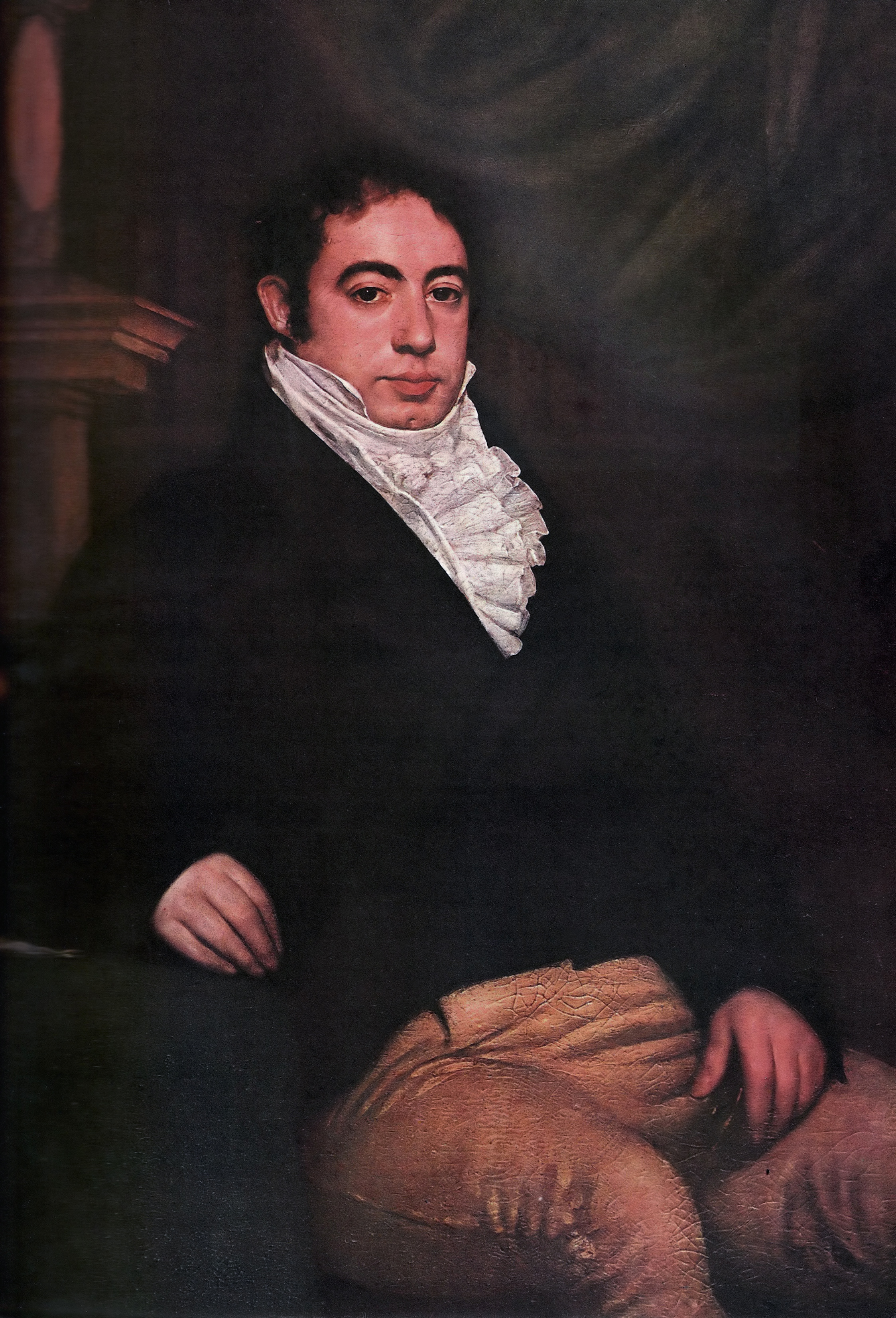
Bernardino Rivadavia.

Nació el 23 de mayo de 1784  y era el hijo menor de Benito González Ribadavia y María Josefa de Ribadavia. Es descripto por sus contemporáneos como "de baja estatura y robusto", y de "lengua proclive al insulto". Inició sus estudios en el Real Colegio de San Carlos en noviembre de 1798 y los completó en el Colegio de Monserrat en Córdoba. 
Estudio luego derecho con el catedrático Victorino Rodríguez en la Universidad de Córdoba, autorizada por real cédula de 1795 para conferir grados en leyes.
En 1806 sin haberse recibido marchó a Buenos Aires para dedicarse al comercio, siguiendo a su hermano Bernardino, regresado dos años antes. Ese año se instaló en su casa el aventurero norteamericano David Curtis De Forest, involucrándose ambos en negocios turbios con Santiago de Liniers. Liniers distinguió a Santiago con el cargo de Alférez Real.

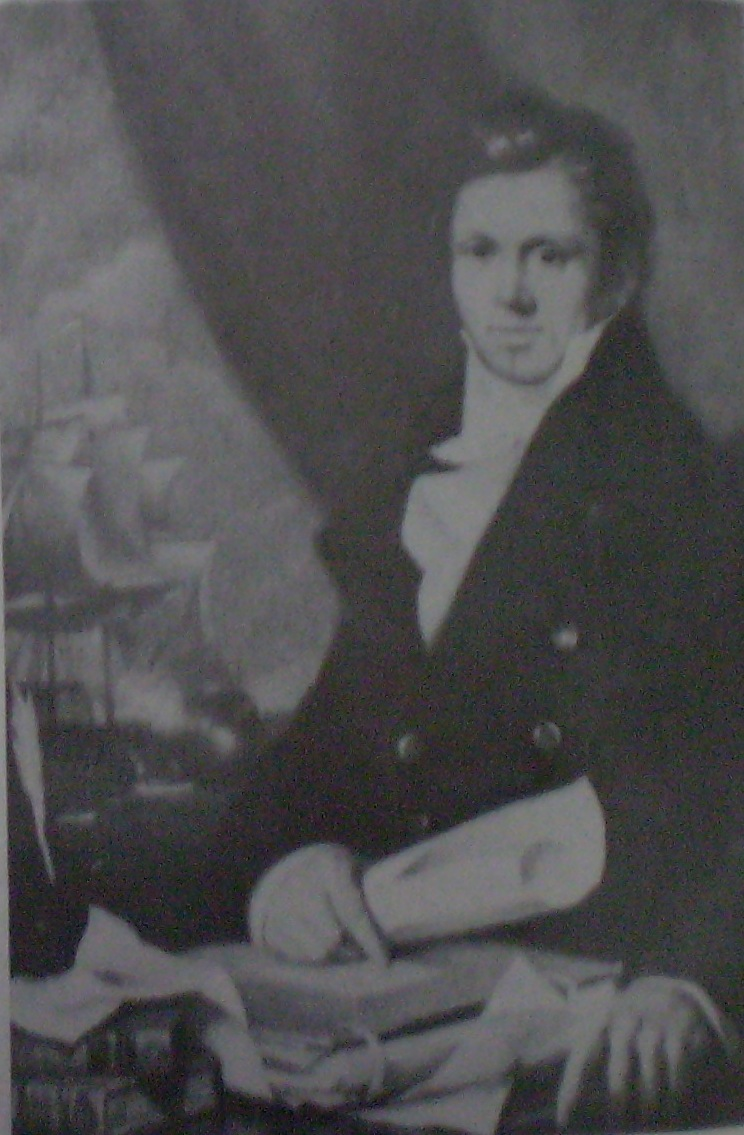
William Porter White.

En Buenos Aires también se involucró con el comerciante americano William Porter White en actividades de contrabando y en el comercio con la Banda Oriental y la Intendencia del Paraguay, donde vendió vinos y azúcar.
Con White agregó luego a sus actividades  el tráfico de harina y, sin competencia seria en ese ramo, encontró fácil mercado en Paraguay y la Banda Oriental.
Producida la Revolución de Mayo, Santiago Rivadavia marchó a su estancia en la Aguadita, Villa del Totoral, Provincia de Córdoba (Argentina). En esa provincia, organizado por el gobernador, el obispo Rodrigo de Orellana y el ex virrey Liniers se gestaba la resistencia al movimiento de la capital. En los primeros días de agosto en las inmediaciones del Totoral se dispersó el grueso de las fuerzas contrarrevolucionarias, quedando reducidas a unos 60 hombres del Cuerpo de Blandengues de la Frontera. El 3 de agosto en la Aguadita volaron las carretas de pólvora y municiones, así como 600 granadas de mano que había ideado Liniers, hechas de barro muy duro. No hay referencias históricas que involucren a Santiago Rivadavia en esos hechos concretos para sabotear la columna contrarrevolucionaria. No obstante, Francisco Ortiz de Ocampo lo menciona junto a Gaspar Corro, Santiago Carrera, Pedro Juan González, Faustino Allende, José Isaza, Juan Moyano entre aquellos que recomienda por el "tesón y anhelo con que han propendido desde algunos días antes de mi llegada a impedirle los recursos a los fugitivos". Así, la existencia cierta de agentes activos y la presencia de Rivadavia en el lugar exacto de los hechos, su profundo conocimiento de Liniers, su participación en el movimiento revolucionario y su rápida incorporación al nuevo gobierno de Córdoba lo hacen cuando menos probable.

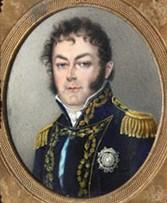
Juan Martín de Pueyrredón.

Sin oposición la columna de Buenos Aires pudo avanzar sin inconvenientes y detenidos los líderes del pronunciamiento de Córdoba fueron conducidos hacia Buenos Aires. Alrededor del 10 el convoy hizo alto en la hacienda de Rivadavia. Como detalle de la posición política y el carácter de Rivadavia, Orellana, quien no había comido en dos días, hizo pedir una taza de caldo lo que le fue negado.
Juan Martín de Pueyrredón fue nombrado gobernador por la Primera Junta y designó a José Isaza como asesor en lo económico, a Juan Luis de Aguirre y Tejeda como asesor letrado y al joven Rivadavia como secretario de la gobernación. Rivadavia pronto se ganó por su conducta un fuerte rechazo de la sociedad cordobesa. En parte influyeron sus acciones oficiales, especialmente los casos en que recibió órdenes de efectuar detenciones, lo que el 28 de agosto hizo de la manera más ostensible y atemorizante posible, pero generó rechazos también entre la población adicta a la revolución por sus comentarios y actitudes antirreligiosas, considerándoselo hereje y blasfemo. Al conocerse que nunca se había recibido de abogado es rápida y secretamente reemplazado. 
El escándalo fue tal que Mariano Moreno en oficio secreto a Pueyrredón le dijo "que no debe tolerarse al mal funcionario en un gobierno que trata de cimentarse sobre la base sólida de las virtudes y de la buena opinión", aun cuando se sentía en general inclinado por razones políticas a condescender con quienes aunque inescrupulosos, fueran leales revolucionarios. En la entrada del 4 de octubre el índice del Archivo del Gobierno de Buenos Aires registró textualmente "El Gobernador, sobre nombramiento de Asesor, para lo cual va a recibirse de Abogado el Dr.D.Santiago Rivadavia." y el 17 "Al Gobernador (reservada) para que disimuladamente separe de la Secretaría a Don Santiago Rivadavia, por estar desopinado en ese pueblo."
En marzo de 1815 Santa Fe se declaró independiente del Directorio e Ignacio Álvarez Thomas ordenó a Juan José Viamonte invadir esa provincia, donde se había afincado el año anterior Santiago Rivadavia, aún socio de White, quien aprovechó para efectuar toda clase de especulaciones al amparo del Ejército de Observación.
Vuelto a Buenos Aires fue al igual que su hermano un constante opositor del general José de San Martín quien "tuvo que soportar los sarcasmos e insensateces proferidos en la Junta de Representantes por Valentín Gómez, Julián Agüero, Santiago Rivadavia"
En 1820, en tanto miembro y presidente de la Junta Provincial de Buenos Aires (Junta Representativa), fue uno de los firmantes del Tratado de Benegas.
Asumida la presidencia de la República Argentina por su hermano, Santiago Rivadavia tuvo un papel preponderante en el Congreso. No obstante, en ocasiones (aunque escasas) se opuso a la política del presidente, especialmente en el caso de Julián Segundo de Agüero, contra quien Santiago presentó un memorial de cargos juzgando a Agüero como "perturbador y sofista".
Santiago Rivadavia, considerado un hereje en su época, fue el principal impulsor de la reforma religiosa dispuesta por su hermano.
En la Junta de Representantes, como diputado por Las Conchas y Morón ("a la fuerza" según Bartolomé Mitre), fue concretamente él quien definió el derecho del gobierno a disponer de los bienes de los religiosos.
Falleció en Buenos Aires a las diez de la noche del 26 de febrero de 1823, a los treinta y siete años. El periódico El Centinela en una nota biográfica lo llamó "un hombre libre". Su hermano pidió que el congreso no realizara ninguna demostración por su fallecimiento.
A su muerte el poeta Esteban de Luca escribió una Elegía que dedicó a Bernardino Rivadavia y comienza con los versos: "Profunda pena conmovió tu pecho, Y embargó tus sentidos, en la muerte Temprana, injusta, de tu caro hermano."
Un diplomático extranjero comentó su muerte con las palabras "El partido y la causa liberal han sufrido una irreparable pérdida, con el fallecimiento de Santiago Rivadavia, hermano del Ministro"
Poco después de su muerte se produjo la frustrada "Revolución de los Apostólicos" en defensa de los bienes de la Iglesia católica en Argentina expropiados por Bernardino Rivadavia y su anticatolicismo, dirigida por Gregorio García de Tagle. Los "descamisados", como llamaba Tomás de Iriarte a los sectores populares que la apoyaron, gritaban en la plaza de la Victoria: "¡Viva la Religión! ¡Muera el mal Gobierno! ¡Muera Bernardino Primero! ¡Abajo ese ministro hereje! ¡Viva la Patria!". 
Tuvo una amante, Isabel Cires, quien casada con un hombre treinta y dos años mayor, se fugó de Córdoba con él y tuvo una hija, Dominga. 
Isabel Cires se separó luego de Santiago Rivadavia y tuvo una sucesión de amantes.
Santiago Rivadavia trató de presionarla, escribiendo incluso a su protector Cirilo Almeyda aconsejándole para defender sus intereses que retirara su protección a Isabel Cires si no cambiaba de conducta.
El 1 de octubre de 1811 Isabel Cires escribía desde Burdeos a Bernardino Rivadavia para solicitarle ayuda para ella y su hija.
Pese a su indudable influencia en los sucesos de los primeros años de la revolución fue llamado "el eclipsado", por la fama alcanzada por su hermano.